# Duncan Mountains
Duncan Mountains är ett berg i Antarktis. Det ligger i Västantarktis. Nya Zeeland gör anspråk på området. Toppen på Duncan Mountains är 1 500 meter över havet.
Terrängen runt Duncan Mountains är varierad. Trakten är obefolkad. Det finns inga samhällen i närheten.